# Ascalapha
Ascalapha là một chi bướm đêm thuộc họ Erebidae.

## Hình ảnh

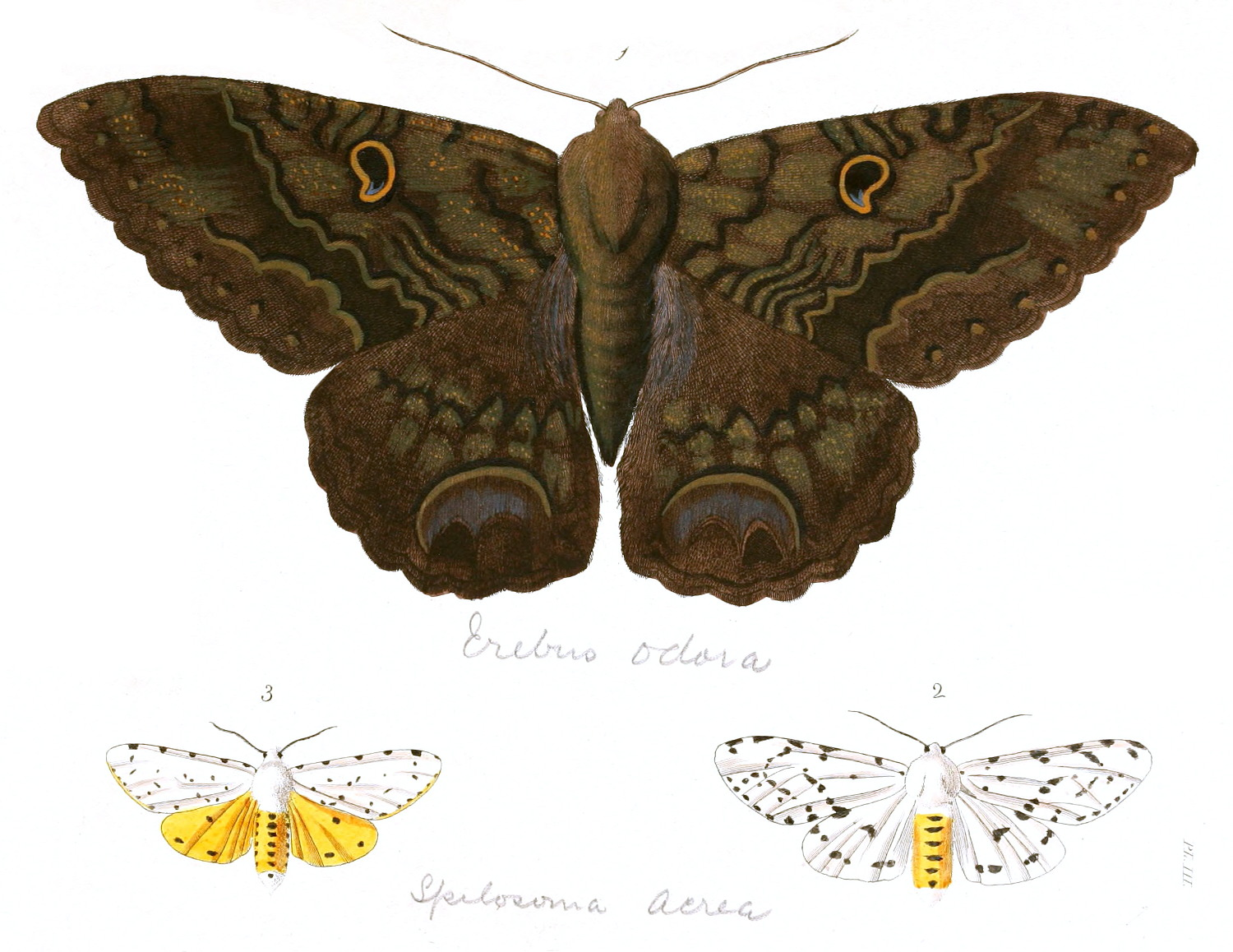

## Các loài
- Ascalapha odorata – Black Witch (Linnaeus, 1758)